# Zeitschrift für Katalanistik
Zeitschrift für Katalanistik ('Revista d'Estudis Catalans') és una revista de lingüística catalana creada el 1988 per Tilbert Dídac Stegmann i Brigitte Schlieben-Lange com a òrgan de la Deutsch-Katalanische Gesellschaft i amb seu a Friburg de Brisgòvia. Accepta articles en totes les llengües romàniques (preferiblement en català), així com en alemany o anglès, generalment sobre temes de lingüística i filologia, però també sobre literatura catalana (va publicar un dossier sobre Salvador Espriu als 25 anys de la seva mort). Publica un número cada any que es pot consultar online al web de la revista.
Actualment és dirigida per un comitè de redacció de sis membres, els filòlegs romanistes Roger Friedlein, Johannes Kabatek, Claus D. Pusch, Gerhard Wild i el mateix Tilbert Dídac Stegmann. Rep suport de l'Institut Ramon Llull.